# Epidendrum costanense
Epidendrum costanense là một loài thực vật có hoa trong họ Lan. Loài này được Hágsater & Carnevali mô tả khoa học đầu tiên năm 1993.